# Seznam poslancev osemnajste italijanske legislature
Seznam poslancev sedemnajste italijanske legislature prikazuje imena poslancev Osemnajste legislature Italijanske republike po splošnih volitvah leta 2018.

## Predsedstvo

#### Predsednik
- Roberto Fico (M5S)

#### Podpredsedniki
- Mara Carfagna (FI)
- Maria Edera Spadoni (M5S)
- Ettore Rosato (PD)
- Fabio Rampelli (FdI) - [od   13/06/2018]
- Lorenzo Fontana (Lega) - [do 01/06/2018]

#### Kvestorji
- Federico D'Incà (M5S) - [od   13/06/2018]
- Gregorio Fontana (FI)
- Edmondo Cirielli (FdI)
- Riccardo Fraccaro (M5S) - [do 01/06/2018]

#### Tajniki
- Francesco Scoma (FI)
- Silvana Comaroli (Lega)
- Marzio Liuni (Lega)
- Azzurra Cancelleri (M5S)
- Mirella Liuzzi (M5S)
- Luca Pastorino (LeU)
- Ale Colucci (Misto-NcI)
- Raffaele Volpi (Lega) - [do 12/06/2018]
- Vincenzo Spadafora (M5S) - [do 12/06/2018]
- Carlo Sibilia (M5S) - [do 12/06/2018]

### Vodje parlamentarnih skupin
| Parlamentarna skupina | Parlamentarna skupina                | Predsednik                                                            |
| --------------------- | ------------------------------------ | --------------------------------------------------------------------- |
|                       | Movimento 5 Stelle                   | Giulia Grillo [do 01/06/2018] Francesco D'Uva [od 06/06/2018]         |
|                       | Lega - Salvini Premier               | Giancarlo Giorgetti [do 01/06/2018] Riccardo Molinari [od 14/06/2018] |
|                       | Partito Democratico                  | Graziano Delrio                                                       |
|                       | Forza Italia - Berlusconi presidente | Mariastella Gelmini                                                   |
|                       | Fratelli d'Italia                    | Fabio Rampelli [do 13/06/2018] Francesco Lollobrigida [od 28/06/2018] |
|                       | Liberi e Uguali                      | Federico Fornaro                                                      |
|                       | MISTO                                | Manfred Schullian                                                     |

### Parlamentarni odbori
- Commissione Affari costituzionali: Giuseppe Brescia (M5S)
- Commissione Giustizia: Giulia Sarti (M5S)
- Commissione Affari esteri e comunitari: Marta Grande (M5S)
- Commissione Difesa: Gianluca Rizzo (M5S)
- Commissione Bilancio, tesoro e programmazione: Claudio Borghi (Lega)
- Commissione Finanze: Carla Ruocco (M5S)
- Commissione Cultura, scienza e istruzione: Luigi Gallo (M5S)
- Commissione Ambiente, territorio e lavori pubblici: Alessandro Manuel Benvenuto (Lega)
- Commissione Trasporti, poste e telecomunicazioni: Alessandro Morelli (Lega)
- Commissione Attività produttive, commercio e turismo: Barbara Saltamartini (Lega)
- Commissione Lavoro pubblico e privato: Andrea Giaccone (Lega)
- Commissione Affari sociali: Marialucia Lorefice (M5S)
- Commissione Agricoltura: Filippo Gallinella (M5S)
- Commissione Politiche dell'Unione Europea: Sergio Battelli (M5S)

## Gruppi Parlamentari

### Forza Italia - Berlusconi presidente

#### Predsednik
- Mariastella Gelmini[1]

#### Podpredsednik vicario
- Roberto Occhiuto

#### Podpredsedniki
- Simone Baldelli
- Stefano Mugnai
- Catia Polidori
- Gianfranco Rotondi
- Elio Vito

#### Blagajnik
- Lorena Milanato

#### Portavoce
- Giorgio Mulé

#### Člani
- Valentina Aprea
- Roberto Bagnasco
- Raffaele Baratto
- Paolo Barelli
- Anna Lisa Baroni
- Giusi Bartolozzi
- Alessandro Battilocchio
- Davide Bendinelli
- Stefano Benigni
- Deborah Bergamini
- Michaela Biancofiore
- Galeazzo Bignami
- Dario Bond
- Michela Vittoria Brambilla
- Renato Brunetta
- Annagrazia Calabria
- Pasquale Cannatelli
- Francesco Cannizzaro
- Roberto Caon
- Ugo Cappellacci
- Maria Rosaria Carfagna
- Maurizio Carrara
- Luigi Casciello
- Michele Casino
- Roberto Cassinelli
- Alessandro Cattaneo
- Piergiorgio Cortelazzo
- Enrico Costa
- Mirella Cristina
- Mauro D'Attis
- Guido Della Frera
- Felice Maurizio D'Ettore
- Vincenzo Fasano
- Marta Antonia Fascina
- Carlo Fatuzzo
- Marzia Ferraioli
- Benedetta Fiorini
- Fucsia Fitzgerald Nissoli
- Gregorio Fontana
- Manuela Gagliardi
- Antonino Salvatore Germanà
- Carluccio Giacometto
- Sestino Giacomoni
- Vincenza Labriola
- Andrea Mandelli
- Marco Marin
- Patrizia Marrocco
- Antonio Martino
- Erica Mazzetti
- Antonino Minardo
- Graziano Musella
- Osvaldo Napoli
- Raffaele Nevi
- Roberto Novelli
- Andrea Orsini
- Antonio Palmieri
- Claudio Pedrazzini
- Roberto Pella
- Antonio Pentangelo
- Matteo Perego di Cremnago
- Guido Germano Pettarin
- Pietro Pittalis
- Renata Polverini
- Claudia Porchietto
- Stefania Prestigiacomo
- Laura Ravetto
- Elisabetta Ripani
- Cristina Rossello
- Roberto Rosso
- Daniela Ruffino
- Andrea Ruggieri
- Paolo Russo
- Gloria M. R. Saccani Jotti
- Jole Santelli
- Carlo Sarro
- Elvira Savino
- Sandra Savino
- Francesco Scoma
- Vittorio Sgarbi
- Cosimo Sibilia
- Giorgio Silli
- Matilde Siracusano
- Francesco Paolo Sisto
- Alessandro Sorte
- Diego Sozzani
- Maria Spena
- Luca Squeri
- Annaelsa Tartaglione
- Maria Tripodi
- Valentino Valentini
- Giuseppina Versace
- Simona Vietina
- Federica Zanella
- Pierantonio Zanettin
- Paolo Zangrillo

### Fratelli d'Italia

#### Predsednik
- Fabio Rampelli [2] [do 13/06/2018], Francesco Lollobrigida [od   28/06/2018]

#### Člani
- Francesco Acquaroli
- Maria Teresa Bellucci
- Carmela Bucalo
- Alessio Butti
- Maria Cristina Caretta
- Monica Ciaburro
- Edmondo Cirielli
- Guido Crosetto
- Luca De Carlo
- Salvatore Deidda
- Andrea Delmastro Delle Vedove
- Giovanni Donzelli
- Wanda Ferro
- Carlo Fidanza
- Tommaso Foti
- Paola Frassinetti
- Marcello Gemmato
- Ylenja Lucaselli
- Ciro Maschio
- Giorgia Meloni
- Federico Mollicone
- Augusta Montaruli
- Marco Osnato
- Emanuele Prisco
- Fabio Rampelli
- Walter Rizzetto
- Mauro Rotelli
- Marco Silvestroni
- Paolo Trancassini
- Maria Carolina Varchi
- Riccardo Zucconi

### Lega - Salvini Premier

#### Predsednik
- Giancarlo Giorgetti [do 01/06/2018], Riccardo Molinari [od   14/06/2018][3]

#### Podredsednik vicario
- Nicola Molteni [do 12/06/2018], Fabrizio Cecchetti

#### Podpredsedniki
- Massimo Bitonci
- Edoardo Rixi
- Francesco Zicchieri

#### Blagajnik
- Massimo Garavaglia

#### Člani
- Giorgia Andreuzza
- Mirco Badole
- Giuseppe Basini
- Alex Bazzaro
- Giuseppe Ercole Bellachioma
- Daniele Belotti
- Alessandro Manuel Benvenuto
- Matteo Luigi Bianchi
- Simone Billi
- Diego Binelli
- Ingrid Bisa
- Rossana Boldi
- Fabio Massimo Boniardi
- Simona Bordonali
- Claudio Borghi
- Gualtiero Caffaratto
- Gianluca Cantalamessa
- Virginio Caparvi
- Massimiliano Capitanio
- Giuseppina Castiello
- Vanessa Cattoi
- Laura Cavandoli
- Giulio Centemero
- Emanuele Cestari
- Dimitri Coin
- Jari Colla
- Angela Colmellere
- Silvana Andreina Comaroli
- Vito Comencini
- Silvia Covolo
- Andrea Crippa
- Andrea Dara
- Sara De Angelis
- Guido De Martini
- Luigi D'Eramo
- Flavio Di Muro
- Luis Roberto di San Martino Lorenzato di Ivrea
- Giuseppe Cesare Donina
- Claudio Durigon
- Marica Fantuz
- Massimiliano Fedriga (preneha z mandatom dne 8/05/2018)
- Roberto Paolo Ferrari
- Ketty Fogliani
- Lorenzo Fontana
- Paolo Formentini
- Sara Foscolo
- Rebecca Frassini
- Maurizio Fugatti
- Domenico Furgiuele
- Dario Galli
- Flavio Gastaldi
- Vannia Gava
- Francesca Gerardi
- Andrea Giaccone
- Antonietta Giacometti
- Alessandro Giglio Vigna
- Claudia Gobbato
- Guglielmo Golinelli
- Paolo Grimoldi
- Guido Guidesi
- Alberto Luigi Gusmeroli
- Igor Giancarlo Iezzi
- Cristian Invernizzi
- Giorgia Latini
- Arianna Lazzarini
- Donatella Legnaioli
- Marzio Liuni
- Carmelo Lo Monte
- Alessandra Locatelli
- Mario Lolini
- Eva Lorenzoni
- Elena Lucchini
- Elena Maccanti
- Marco Maggioni
- Franco Manzato
- Riccardo Augusto Marchetti
- Filippo Maturi
- Alessandro Morelli
- Jacopo Morrone
- Daniele Moschioni
- Elena Murelli
- Alfonso Pagano
- Massimiliano Panizzut
- Luca Rodolfo Paolini
- Ugo Parolo
- Tullio Patassini
- Cristina Patelli
- Paolo Paternoster
- Lino Pettazzi
- Carlo Piastra
- Guglielmo Picchi
- Manfredi Potenti
- Erik Umberto Pretto
- Germano Racchella
- Elena Raffaelli
- Alberto Ribolla
- Barbara Saltamartini
- Rossano Sasso
- Stefania Segnana
- Alberto Stefani
- Leonardo Tarantino
- Anna Rita Tateo
- Claudia Maria Terzi (preneha z mandatom dne 27/05/2018)
- Paolo Tiramani
- Maura Tomasi
- Giovanni Battista Tombolato
- Gianni Tonelli
- Roberto Turri
- Vania Valbusa
- Sergio Vallotto
- Gianluca Vinci
- Lorenzo Viviani
- Raffaele Volpi
- Giulia Zanotelli
- Edoardo Ziello
- Eugenio Zoffili
- Adolfo Zordan

### Movimento 5 Stelle

#### Predsednik
- Giulia Grillo [do 01/06/2018], Francesco D'Uva [od   6/06/2018][4]

#### Podredsednik vicario
- Laura Castelli [do 12/06/2018], Giuseppe Brescia

#### Podpredsedniki
- Azzurra Pia Maria Cancellieri
- Federica Dieni
- Francesco Silvestri
- Alberto Zolezzi
- Maria Edera Spadoni [do 12/06/2018]

#### Tajniki
- Cosimo Adelizzi
- Daniele Del Grosso
- Davide Zanichelli

#### Blagajnik
- Sergio Battelli

#### Člani
- Nicola Acunzo
- Davide Aiello
- Piera Aiello
- Roberta Alaimo
- Maria Soave Alemanno
- Alessandro Amitrano
- Nunzio Angiola
- Nadia Aprile
- Giovanni Luca Aresta
- Stefania Ascari
- Lucia Azzolina
- Vittoria Baldino
- Elisabella Maria Barbuto
- Massimo Enrico Baroni
- Marco Bella
- Fabio Berardini
- Francesco Berti
- Anna Bilotti
- Fabiola Bologna
- Alfonso Bonafede
- Raffaele Bruno
- Stefano Buffagni
- Giuseppe Buompane
- Francesca Businarolo
- Pino Cabras
- Luciano Cadeddu
- Luciano Cantone
- Santi Cappellani
- Luca Carabetta
- Alessandra Carbonaro
- Emilio Carelli
- Paola Carinelli
- Vittoria Casa
- Andrea Caso
- Gianpaolo Cassese
- Roberto Cataldi
- Maurizio Cattoi
- Giuseppe Chiazzese
- Luciano Cillis
- Rosalba Cimino
- Tiziana Ciprini
- Andrea Colletti
- Claudio Cominardi
- Emanuela Corda
- Valentina Corneli
- Jessica Costanzo
- Davide Crippa
- Sebastiano Cubeddu
- Sara Cunial
- Giovanni Currò
- Fabiana Dadone
- Federica Daga
- Matteo Dall'Osso
- Giuseppe D'Ambrosio
- Celeste D'Arrando
- Sabrina De Carlo
- Rosalba De Giorgi
- Carlo Ugo De Girolamo
- Diego De Lorenzis
- Rina De Lorenzo
- Massimiliano De Toma
- Paola Deiana
- Antonio Del Monaco
- Emanuela Claudia Del Re
- Margherita Del Sesto
- Carmen Di Lauro
- Luigi Di Maio
- Gianfranco Di Sarno
- Iolanda Di Stasio
- Manlio Di Stefano
- Federico D'Incà
- Giuseppe D'Ippolito
- Leonardo Donno
- Devis Dori
- Valentina D'Orso
- Francesco D'Uva (tajnik skupine)
- Yana Chiara Ehm
- Mirella Emiliozzi
- Alessandra Ermellino
- Mattia Fantinati
- Marialuisa Faro
- Antonio Federico
- Vittorio Ferraresi
- Paolo Ficara
- Roberto Fico
- Lorenzo Fioramonti
- Federico Manfredi Firmian
- Francesca Flati
- Ilaria Fontana
- Francesco Forciniti
- Riccardo Fraccaro
- Flora Frate
- Luca Frusone
- Chiara Gagnarli
- Davide Galantino
- Francesca Galizia
- Filippo Gallinella
- Luigi Gallo
- Veronica Giannone
- Andrea Giarrizzo
- Conny Giordano
- Carla Giuliano
- Paolo Giuliodori
- Marta Grande
- Nicola Grimaldi
- Carmela Grippa
- Michele Gubitosa
- Angela Ianaro
- Niccolò Invidia
- Marianna Iorio
- Luigi Iovino
- Giuseppe L'Abbate
- Mara Lapia
- Paolo Lattanzio
- Caterina Licatini
- Mirella Liuzzi
- Antonio Lombardo
- Marialucia Lorefice
- Gabriele Lorenzoni
- Giorgio Lovecchio
- Anna Macina
- Pasquale Maglione
- Stefania Mammì
- Alberto Manca
- Alvise Maniero
- Teresa Manzo
- Generoso Maraia
- Felice Mariani
- Bernardo Marino
- Vita Martinciglio
- Maria Marzana
- Angela Masi
- Alessandro Melicchio
- Rosa Menga
- Salvatore Micillo
- Luca Migliorino
- Carmelo Massimo Misiti
- Andrea Mura
- Iolanda Nanni
- Silvana Nappi
- Dalila Nesci
- Michele Nitti
- Riccardo Olgiati
- Anna Laura Orrico
- Maria Pallini
- Valentina Palmisano
- Antonella Papiro
- Paolo Parentela
- Martina Parisse
- Maria Laura Paxia
- Leonardo Salvatore Penna
- Mario Perantoni
- Filippo Giuseppe Perconti
- Dedalo Cosimo Gaetano Pignatone
- Nicola Provenza
- Raphael Raduzzi
- Angela Raffa
- Riccardo Ricciardi
- Gianluca Rizzo
- Marco Rizzone
- Cristian Romaniello
- Paolo Nicolò Romano
- Gianluca Rospi
- Roberto Rossini
- Francesca Anna Ruggiero
- Carla Ruocco
- Giovanni Russo
- Eugenio Saitta
- Angela Salafia
- Francesco Sapia
- Doriana Sarli
- Giulia Sarti
- Emanuele Scagliusi
- Lucia Scanu
- Filippo Scerra
- Elisa Scutellà
- Enrica Segneri
- Davide Serritella
- Carlo Sibilia
- Rachele Silvestri
- Elisa Siragusa
- Michele Sodano
- Vincenzo Spadafora
- Arianna Spessotto
- Gilda Sportiello
- Simona Suriano
- Luca Sut
- Guia Termini
- Patrizia Terzoni
- Rosa Alba Testamento
- Angelo Tofalo
- Daniela Torto
- Raffaele Trano
- Roberto Traversi
- Davide Tripiedi
- Elisa Tripodi
- Giorgio Trizzino
- Francesca Troiano
- Riccardo Tucci
- Manuel Tuzi
- Gianluca Vacca
- Simone Valente
- Andrea Vallascas
- Adriano Varrica
- Giovanni Vianello
- Stefano Vignaroli
- Virginia Villani
- Alessio Mattia Villarosa
- Gloria Vizzini
- Leda Volpi
- Antonio Zennaro

### Partito Democratico

#### Predsednik
- Graziano Delrio [5]

#### Podredsednik vicario
- Alessia Rotta

#### Podredsednik
- Chiara Gribaudo

#### Tajniki
- Enrico Borghi
- Elena Carnevali
- Emanuele Fiano
- Stefano Lepri
- Alessia Morani
- Stefania Pezzopane
- Antonio Viscomi

#### Blagajnik
- Andrea De Maria

#### Člani
- Lucia Annibali
- Michele Anzaldi
- Anna Ascani
- Alfredo Bazoli
- Gianluca Benamati
- Marina Berlinghieri
- Francesco Boccia
- Francesca Bonomo
- Michele Bordo
- Maria Elena Boschi
- Chiara Braga
- Vincenza Bruno Bossio
- Micaela Campana
- Laura Cantini
- Carla Cantone
- Daniela Cardinale
- Nicola Carè
- Stefano Ceccanti
- Susanna Cenni
- Lucia Ciampi
- Matteo Colaninno
- Francesco Critelli
- Gian Pietro Dal Moro
- Camillo D'Alessandro
- Vito De Filippo
- Piero De Luca
- Roger De Menech
- Paola De Micheli
- Mauro Del Barba
- Umberto Del Basso De Caro
- Rosa Maria Di Giorgi
- Marco Di Maio
- David Ermini
- Piero Fassino
- Cosimo Maria Ferri
- Gian Mario Fragomeli
- Dario Franceschini
- Silvia Fregolent
- Maria Chiara Gadda
- Davide Gariglio
- Paolo Gentiloni Silveri
- Roberto Giachetti
- Antonello Giacomelli
- Andrea Giorgis
- Lorenzo Guerini
- Antonella Incerti
- Francesca La Marca
- Marco Lacarra
- Gianfranco Librandi
- Alberto Losacco
- Luca Lotti
- Maria Anna Madia
- Gavino Manca
- Claudio Mancini
- Luigi Marattin
- Maurizio Martina
- Matteo Mauri
- Fabio Melilli
- Carmelo Miceli
- Gennaro Migliore
- Marco Minniti
- Mattia Mor
- Roberto Morassut
- Sara Moretto
- Mario Morgoni
- Romina Mura
- Martina Nardi
- Pietro Navarra
- Luciano Nobili
- Lisa Noja
- Matteo Orfini
- Andrea Orlando
- Pietro Carlo Padoan
- Alberto Pagani
- Ubaldo Pagano
- Raffaella Paita
- Nicola Pellicani
- Flavia Piccoli Nardelli
- Giuditta Pini
- Luciano Pizzetti
- Barbara Pollastrini
- Giacomo Portas
- Patrizia Prestipino
- Lia Quartapelle Procopio
- Fausto Raciti
- Luca Rizzo Nervo
- Andrea Romano
- Ettore Rosato
- Andrea Rossi
- Ivan Scalfarotto
- Angela Schirò
- Filippo Sensi
- Debora Serracchiani
- Paolo Siani
- Raffaele Topo
- Massimo Ungaro
- Franco Vazio
- Walter Verini
- Alessandro Zan
- Diego Zardini

### Liberi e Uguali

#### Predsednik
- Federico Fornaro [6]

#### Podpredsedniki
- Rossella Muroni
- Michela Rostan[7]

#### Blagajnik
- Erasmo Palazzotto

#### Člani
- Pier Luigi Bersani
- Laura Boldrini
- Federico Conte
- Guglielmo Epifani
- Stefano Fassina
- Nicola Fratoianni
- Rossella Muroni
- Giuseppina Occhionero
- Luca Pastorino
- Roberto Speranza
- Nicola Stumpo

### Gruppo Misto

#### Predsednik
- Manfred Schullian (ML) [8][9]

#### Podpredsedniki
- Alessandro Fusacchia (+E-CD)
- Beatrice Lorenzin (CP-AP-PSI-AC)
- Maurizio Lupi (NcI-USEI)
- Renate Gebhard (ML)
- Salvatore Caiata (MAIE)

#### Blagajnik
- Fausto Longo (CP-AP-PSI-AC)

#### Člani
- Riccardo Magi (+E-CD)
- Bruno Tabacci (+E-CD)
- Serse Soverini (CP-AP-PSI-AC)
- Gabriele Toccafondi (CP-AP-PSI-AC)
- Alessandro Colucci (NcI-USEI)
- Renzo Tondo (NcI-USEI)
- Eugenio Sangregorio (NcI-USEI)
- Albrecht Plangger (ML)
- Emanuela Rossini (ML)
- Silvia Benedetti (MAIE)
- Mario Alejandro Borghese (MAIE)
- Andrea Cecconi (MAIE)
- Antonio Tasso (MAIE)
- Catello Vitiello (MAIE)